# Ernia di Schmorl
I nodi di Schmorl sono protuberanze della cartilagine del nucleo polposo del disco intervertebrale nell'interno della spugnosa del corpo vertebrale (sottostante); se tale lesione interessa più dischi si arriva a una vera cifosi.
Il nome Schmorl deriva dal medico tedesco Christian Georg Schmorl (1861-1932).

## Epidemiologia
Non essendo sintomatico spesso non viene mai avvertito dalla persona, ma la sua incidenza quando vengono effettuate autopsie si rileva su un campione molto alto, arrivando al 75 percento dei casi.

## Eziologia
Non si sa con certezza quali siano le cause scatenanti di tali noduli, alcuni pensano si siano formati a causa di un trauma, altri studi dimostrano che esistono persone che sono nate con tali noduli.

## Clinica

### Segni e sintomi
Spesso non mostra sintomi, talvolta si può collegare alla presenza di un dolore alla schiena o alle spalle.

### Esami di laboratorio e strumentali
I noduli di Schmorl possono essere diagnosticati grazie alla comune radiografia, anche se per ottenere immagini migliori con cui si semplifica il lavoro di ricerca si usa la tomografia computerizzata. La risonanza magnetica è utile per differenziare i noduli che non presentano sintomi da quelli che invece ne mostrano..

## Trattamento
Dalla medicina spesso non viene considerata neanche una malattia, e visto che non presenta pericolosità di rilievo, tranne in rari casi, non esiste un trattamento specifico.